# Гордон, Макс
Макс Го́рдон (англ. Max Gordon ; 12 марта 1903, Свирь Виленской губернии — 11 мая 1989, Нью-Йорк) — американский джазовый продюсер, основатель джаз-клуба Village Vanguard в Нью-Йорке.

## Биография
Родился в местечке Свирь Виленской губернии (теперь городской поселок в Мядельском районе Минской области) в семье Рувима и Сары Гордонов. В 1926 году семья переехала в США и обосновалась в городе Портленде (Орегон). Учился в Рид-колледже. Вопреки желанию родителей стать адвокатом, Макс Гордон уехал в Нью-Йорк, где в 1935 г. открыл клуб Vanguard. Первоначально клуб был предназначен для выступления поэтов и художников, а также для проведения музыкальных спектаклей. Лишь в 1950 году стал одним из популярнейших джаз-клубов.